# تصدع في الوقت
تصدع في الوقت (بالإنجليزية:A Rickle in Time) هي الحلقة الأولى في الموسم الثاني من أمريكا الرسوم المتحركة التلفزيونية المسرحية الهزلية ريك ومورتي، وحلقة العامة الثانية عشرة للسلسلة. كتبه مات رولر وأخرجه ويس آرتشر، تم بث الحلقة لأول مرة على أدلت سويم في الولايات المتحدة في 26 يوليو 2015. عنوان الحلقة هو تورية للرواية، تجعد في الوقت المناسب (بالإنجليزية:A Wrinkle in Time).
في الحلقة، ريك ومورتي وأخته سمر - بعد أن أعاد تشغيل الوقت بعد تجميده في الموسم الأول من حلقة «عمل» ريك«الخطير» - في حالة وجود غير مؤكدة. تؤدي الحجة إلى إنشاء مخططين زمنيين بديلين، يحتاجان إلى إعادة ربطهما معاً بسرعة إذا كان لهما الهروب من الانهيار الكمي. كانت القصة الرئيسية المعقدة للحلقة نتيجة لمراجعات متعددة، في كل من مرحلة الكتابة والرسوم المتحركة. كانت العديد من المشاهد كثيفة بصرياً لدرجة أن برنامج الرسوم المتحركة في العرض لم يتمكن من عرضها.
تلقت حلقة تصدع في الوقت إشادة من النقاد لروح الدعابة وخط القصة المتقن. على الرغم من أنه تم تسريبه عبر الإنترنت قبل عرضه الرسمي الأول، إلا أنه تم ربطه باعتباره البرنامج الكبلي الوحيد الأكثر مشاهدة في الليلة التي تم بثه فيها لأول مرة.

## الحبكة
بعد ستة أشهر من «عمل» ريك«الخطير»، قرر ريك أن يحرر الوقت. ويحذر مورتي وسمر من أن وقتهما الزمني قد يكون غير مستقر في البداية. يشجع ريك بيث وجيري على الخروج لتناول الآيس كريم للسماح لهما بالوقت للاستقرار. يجادل مورتي وسمر، وما ينتج عن ذلك من عدم اليقين يمزق الوقت إلى واقعين - يتم تصويرهما بصرياً على أنهما واقعان متوازيان متزامنان في الغالب. لم تعد جزءاً من أي جدول زمني، والجراج محاط بفراغ أسود مملوء بقطط شرودنغر. يستخدم ريك بلورة زمنية لمحاولة إصلاح الجداول الزمنية معاً، لكن عدم اليقين المستمر لمورتي وسامر يمنع الاندماج من العمل. ينتج عن عدم اليقين لدى ريك في أن نفسه الآخر يتآمر ضده يؤدي إلى الفوضى.
يظهر كائن رباعي الأبعاد مع خصية للرأس ويوبخ ريك. يعطي ريك ومورتي وأطواق تثبيت التوقيت الصيفي التي تعيد النظام عن طريق دمج الجداول الزمنية في جدول واحد. ومع ذلك، نظراً لأن ريك حصل على بلورة الوقت بوسائل غير قانونية، يخبرهم الكائن أنهم سيذهبون إلى سجن الوقت إلى الأبد. يُصدر ريك تعليمات لمورتي وسمر بقطع أطواقهم، لكن سلسلة عدم اليقين الناتجة تقسم واقعهم إلى عشرات الجداول الزمنية المختلفة. بعد هزيمة وحش الخصية، يلاحظ ريك أن الوقت ينهار. يعيدها طوق الصيف إلى وقتها، لكن أحد أطواق مورتيز مكسور. مع سقوط المرآب قطعة قطعة، يسقط مورتي ذو الياقة المكسورة في الفراغ الذي لا يحتوي على فراغات ويقفز ريك خلفه. يعطي مورتي طوقه ويقبله، لكنه لاحظ طوق مورتي يطفو تحته. قام بإصلاحه على عجل، وتم لم شمل الثلاثة في وقتهم الخاص.
في هذه الأثناء، بعد الحصول على الآيس كريم، ضربت بيث وجيري غزالاً بسيارتهم. بصفتها جراحة حيوانات، تحاول بيث مساعدة الغزلان في مستشفى بيطري، لكنها لاحظت إصابة طلق ناري في جانبها. يظهر صياد ويدعي أن الغزلان هو ملكه، ويستدعي محاماً لضمان ملكيته. بينما تتجاهل بيث هذا وتحاول إنقاذ الغزلان، يأتي جيري لإنقاذها من خلال إحضار أعضاء معهد الحياة البرية الذين يمكنهم نقل الغزلان إلى أفضل الأطباء، وخارج نطاق اختصاص ادعاء الصياد. بالعودة إلى الغابة، يكشف جيري أن الرجال لم يكونوا أطباء، بل كانوا موظفين في محل الآيس كريم. تواصل بيث عمليتها وتنقذ الغزلان الذي يعود إلى الغابة.
في مشهد ما بعد التتمة، يظهر مشهد إضافي وحش الخصية يتلقى تعزيزات. لقد أخطأوا بين ألبرت أينشتاين وريك وشرعوا في ضربه وتحذيره من «العبث بالوقت». هذا يلهم أينشتاين لصياغة نظرية النسبية على الرغم من التحذير.

## إنتاج

### الكتابة
كان المؤلف المشارك جاستن رويلاند مصراً على أن تبدأ الحلقة الأولى من الموسم الثاني من حيث توقف سابقتها، كما تذكر دان هارمون، منشئ المحتوى المشارك، أنه كان يعبث بفكرة تجميد الوقت طوال الموسم بأكمله. كان هناك حديث عن غرور الوقت المتجمد كونه مجرد مزحة لانفتاح بارد، لكن الكتاب قرروا توسيعه ليشمل الحلقة بأكملها، حيث قال رويلاند، «حسناً، دعنا نحاول فعل ذلك ونحاول معرفة قصة كاملة توضح سبب إشكالية الوقت». كان الأمر صعباً لأنه بدلاً من محاكاة ساخرة / تخريب مجاز - مسار مشترك للعديد من الحلقات - كان على الكتاب في الأساس أن يخترعوا قواعدهم الخاصة للوقت المتقطع.
تجسد مبكرًا شمل مورتي وسامر يقضيان وقتًا متجمدًا عندما يواجهان شرطياً زمنياً - والذي تطور إلى وحوش الخصية التي تسافر عبر الزمن. كانت هذه الشخصيات مستوحاة أصلا من قبل ستيفن كينغ الصورة بالمسلسل وLangoliers .  تم قطع هذه النسخة لأنهم اعتبروها «أساسية» للغاية ولا يوجد مكان يذهبون إليه لفعل ثانٍ محتمل.  أحد العناصر المحذوفة من تقسيم الوقت كان يشير إليه على أنه «زلزال زمني». ظهرت نسخة مبكرة من ريك بيراتينغ مورتي لارتدائه «شورت قصير»، مما تسبب في انقسام الوقت.  تم في النهاية إعادة تطوير سبب الوقت المنقسم إلى شيء أكثر تحديدًا للشخصيات. في البداية، كانت الفوضى ككل مسؤولة عن الوقت المنقسم، لكنهم قرروا عدم اليقين كسبب فقط لخدمة مزحة حول مفكات البراغي ذات الرأس المسطح / فيليبس. «عندما تتحدث عن كيفية تعريف الفوضى، ناهيك عن عدم اليقين، فهذا [عندما] تدخل في دوامة دلالية»، قال المنتج رايان ريدلي.  شعر هارمون بأنه مصدر مناسب لتقسيم الوقت لأن عدم اليقين كان «تقاطعًا بين فيزياء الكم وحالة الإنسان.» كان الفريق سعيدًا عندما ابتكروا النكتة التي يعتقد ريك أن موازها يخطط لقتله، لأنه «شعرت أننا نكتب رسماً كاريكاتورياً.»
أول تجسيد للقصة B تضمن ريك أخذ بيث وجيري ووضعهما وسط بحر من الأفراد العشوائيين على جزيرة أو مرآب للسيارات لاحتلالهم، وصفه هارمون بأنه «تكريم لبرمجة الأحداث» مثل الضياع. تمت إعادة تطويره لأنهم شعروا أن مثل هذه السلسلة «تتلاشى» أو تنتهي دون حل، مما لن يساعد الحلقة بشكل كوميدي. نسخة أخرى دمجت قصة الحلقة B بشكل أكثر بروزًا مع قصة A في أنه عندما يحدث «زلزال زمني»، فإن بيث وجيري سيختبران دون قصد لحظات متكررة، وستتغير إعداداتهما بين الماضي، الحاضر والمستقبل. في النهاية، كانت القصة الأولى معقدة للغاية لدرجة أنهم اختاروا إنشاء سرد مستقل للقصة ب. ولهذه الغاية، شعر رويلاند أن الكتاب «ربما كان بإمكانهم فعل ما هو أفضل قليلاً» في ذلك النصف من العرض.

### الرسوم المتحركة
ووصف رويلاند الحلقة بأنها «قاسية على لوحة [القصة] وتحريكها». المخرج ويس آرتشر وشقيقه مارتن آرتشر وسكوت ألبرتس برسم العديد من الإصدارات المختلفة للحلقة. وقدر آرتشر أنه تم إعادة تطوير افتتاحه «ثلاث أو أربع مرات». استغرقت أول بطاقة مصغره أسبوعين، واستغرقت أول رسوم متحركة كاملة ثلاثة أسابيع إضافية. في هذه المرحلة، أدرك الفريق أن الحلقة لا تعمل. كتب هارمون مسودة أخرى وظل فريق الكتابة مستيقظًا طوال الليل لإلقاء النكات عليها. ثم تم إرساله إلى آرتشر وفريقه من أجل رسوم متحركة أخرى. قال رويلاند: «لقد كانوا قادرين على إعادة الاستخدام كثيرًا، لكن كان عليهم الدخول وإعادة ركوب مجموعة من الأشياء وكانوا جنودًا طوال الطريق. لم يشتكوا مرة واحدة». هذا الإصدار البديل، المسمى «المحاولة رقم 1»، تم إصداره في الموسم بمجموعتي Blu-ray و DVD.
يتم عرض الرسوم المتحركة في برنامج تون بوم أنيميشن، والذي استمر في الانهيار باستمرار أثناء إنتاج الحلقة. كان هذا يرجع في جزء كبير منه إلى اللقطات حيث تم عرض 64 حقيقة منفصلة على الشاشة. قد يؤدي الحمل الزائد للطبقات والعناصر إلى تعطل البرنامج. كانت الحلقة الأخيرة نتيجة عدة لقطات مركبة، تم تجميعها معًا: «كان عليهم في الأساس إخراجها ثم منظار الروتوسكوب فوقها من أجل الحصول على الإصلاحات النهائية،» قال رويلاند. توجد اختلافات طفيفة في العديد من اللقطات المكررة وليس جميعها. عندما تتلقى وحدة الرسوم المتحركة الداخلية لريك ومورتي طلقات من شريكهم الدولي Bardel Entertainment ، فإنهم سيحاولون تعديل اللقطات لمزيد من التنوع. لوضع اللمسات الأخيرة على اللقطات الفردية، يجب أن يكون الكمبيوتر خارج الخدمة لمدة أربعة عشر ساعة تقريبًا لإكمال العرض. في إحدى الحالات، اختفت طبقة بالقرب من نهاية اللقطة، مما استلزم وجود مركب كامل آخر.
في وقت ما بعد الإنتاج، كان هارمون يعمل في الموسم السادس من المجتمع وكان رويلاند «يتمنى حقًا أن يكون هنا من أجل [هذه] الحلقة الخاصة». أدى الإنتاج المضطرب للحلقة إلى تأخر الموسم بأكمله عن موعده.

## استقبال
تسربت حلقة «تصدع في الوقت» إلى جانب الحلقة الثانية من الموسم الثاني ""مورتي«يحاول إنقاذ حياة» على الإنترنت قبل شهر من عرضه التلفزيوني الأول. وأشار رويلاند إلى أنه تم نسخه من موقع مخصص للصحافة فقط، مع وجود أخطاء دقيقة في الصوت والرسوم المتحركة سيتم إصلاحها في الإصدار النهائي. فيما يتعلق بأخلاقيات مشاهدة الحلقات المسربة، علق رويلاند قائلاً: «سأقول هذا: لا أعتقد أن أي معجب - أو حتى غير معجبين - ينتهي بهم الأمر بمشاهدته هو شرير. [. . . ] أنا لا أعتقد أن أحدا بضرب أنفسهم سيئة للغاية لفعل ذلك، لكنه أكثر من المشكله ان شخصا آخر اتخاذ قرار اخماده في العالم قبل انها مستعدة.» عند العرض الأول لها على شاشة التلفزيون، حصلت الحلقة على تقييم 1.1 وشاهدها ما مجموعه 2.12 مليون شخص، مما يجعلها أكثر عرض مشاهدة على الكابل في تلك الليلة.
تلقت حلقة «تصدع في الوقت» استحسان النقاد من نقاد التلفزيون. أشاد زاك هاندلين، الذي يراجع الحلقة الخاصة بـ إيه. في. كلوب، بحيلته المركزية «الذكية بشكل لا يصدق (والمذهل بصرياً)»، حيث كتب أن الحلقة تعزز ما وجده هو «عبقرية العرض: فهي تجد وقتًا للسخافة والصدق، مع كليهما. تعزيز الآخر بدلاً من تقويضه». وصف جيسي شيددين، كاتب وصفآي جي إن، الحلقة بأنها «لا تُنسى حقاً»، وتلخيصها على هذا النحو: «ذكرنا لماذا هذا العرض فريد جدًا. تم تنفيذ صراع تقسيم الوقت بذكاء وأصبح أكثر مرحًا بشكل تدريجي. ليس ذلك فحسب، فقد اختتم بملاحظة مؤثرة بشكل مدهش.» أعطت Gita Jackson من مجلة بيست الحلقة في 9.0 / 10، وعلقت، «هناك فكرة هنا، هناك تلميع، يريدون التأكد من أنه يمكنك رؤية العمل في هذا.»
كان رويلاند وهارمون مقتنعين بأن الحادثة كانت فوضوية. قال هارمون: «لقد خرجت من النهاية العميقة من الناحية المفاهيمية وأصبحت معقدة للغاية». «لقد حطمنا إلى حد ما. لقد كنا قريبين جداً من شيء مذهل ولم نصل إليه حقاً من وجهة نظر هيكلية».

## روابط خارجية
- "A Rickle in Time". Rick and Morty. موسم 2. حلقة 1. 26 يوليو 2015. Adult Swim. مؤرشف من الأصل في 2023-07-22.
- «A Rickle in Time» على قاعدة بيانات الأفلام على الإنترنت